# 松倉信太郎
松倉 信太郎（まつくら しんたろう、1991年11月12日 - ）は、日本の男性キックボクサー。アメリカ合衆国・フロリダ州マイアミ出身。TEAM VASILEUS所属。現K-1 WORLD GPミドル級王者。元WPMF世界スーパーミドル級王者。元KNOCK OUT-BLACKスーパーミドル級王者。Krush YOUTH GP 2012 -70kg級、K-1甲子園70kg級日本一決定トーナメント優勝。慶應義塾幼稚舎、慶應義塾普通部、慶應義塾高等学校卒業。慶應義塾大学文学部中退。妻は元グラビアアイドルの犬童美乃梨。

## 来歴
2008年3月2日、K-1トライアウト2008を受験し、合格を果たした。
2008年8月29日、K-1甲子園 KING OF UNDER 18 〜FINAL16〜のオープニングファイト・K-1 WORLD YOUTHスペシャルマッチで西澤クリストファー清と対戦し、KO勝ちを収めた。
2009年8月10日、K-1甲子園 〜FINAL 16で行なわれた「K-1甲子園 70kg級日本一決定トーナメント」に出場。3試合を勝ち抜き、優勝を果たした。
2010年3月27日、K-1 WORLD MAX 2010 〜-70kg Japan Tournament〜のオープニングファイトでYUUKIと対戦し、2Rに3度のダウンを奪いKO勝ちを収めた。当初は大渡博之の引退試合の相手を務めることが発表されていたが、両者の年齢差・松倉のキャリアなどを考慮した結果、対戦相手が変更となった。
2010年4月29日、クラウド秋山道場で開催されたアマチュアキックボクシング大会「第1回クラウド秋山道場×バンゲリングベイ道場対抗試合」で秋山成勲とエキシビションマッチ（2分1R・K-1ルール）を行なった。
2010年5月27日、Krush初参戦となったKrush.7で内山政人と対戦し、右ストレートでKO勝ちを収めた。
2010年12月30日、戦極 Soul of Fightで池井佑丞と対戦し、1Rに右フックでダウンを奪うも、2Rに左膝蹴りによるKO負けを喫した。
2011年5月29日、Krush -70kg初代王座決定トーナメント 〜開幕戦〜で、今大会優勝候補のK-1 MAX 2009 第3位山本優弥と対戦し、3Rに膝蹴りでダウンを奪い3-0の判定勝ちを収めた。
2011年7月16日、Krush -70kg初代王座決定トーナメントの準決勝で、初代WBCムエタイ日本スーパーウェルター級王者山内佑太郎と対戦し延長Rの末1-2の判定負けを喫した。
2011年9月25日、K-1 WORLD MAX 2011-70kg Japan Tournament FINALに出場、1回戦で山本優弥と対戦し、0-2の判定負けを喫した。
2012年、Krush YOUTH GP 2012 -70kg級に出場。2012年9月9日、Krush YOUTH GP 2012 開幕戦Iで行われた準決勝で秋元和也と対戦し、延長RでKO勝ちを収め決勝進出。2012年11月10日、Krush.24で行われた決勝で近藤大成と対戦し、延長Rに3ノックダウンでKO勝ちを収め優勝。
2013年1月14日、Krush -67kg級初代王座決定トーナメントに出場。一回戦で牧平圭太と対戦し、3-0の判定勝ちを収め準決勝進出。続く準決勝で久保優太と対戦し、0-3の判定負けを喫し準決勝敗退となった。
2015年2月6日、Krush.51で行われた第3代Krush -70kg級王座決定トーナメントに出場。準決勝で中島弘貴と対戦し、0-3の判定負けを喫し準決勝敗退となった。
2019年7月5日、RISE 133のRISEミドル級王座決定戦でイ・ソンヒョンと対戦し、0-3の判定負けを喫し王座獲得に失敗した。
2020年9月10日、WPMF世界スーパーミドル級王座決定戦で康輝と対戦し、1Rにパンチ連打でTKO勝ちを収め王座獲得に成功した。なお、本来は同年4月16日に同じくWPMF世界スーパーミドル級王座決定戦としてWMCインターナショナル・ミドル級王者のチョークダムロン・チョートバンセンと対戦予定だったが、新型コロナウイルスの影響で中止となっていた。
2021年、初代KNOCK OUT-BLACKスーパーミドル級王座決定トーナメントに出場。2021年3月13日、準決勝で渡慶次幸平と対戦し、1Rに前蹴りでKO勝ちを収め決勝進出。2021年7月18日、決勝で田沼聖と対戦し、3-0の判定勝ちを収め優勝と同時に王座獲得に成功した。
2022年1月1日、元グラビアアイドルの犬童美乃梨と結婚したことを自身のSNSで報告した。
2022年5月25日、第1子となる男児が誕生したことを自身のInstagramで報告した。
2023年6月3日、K-1 WORLD GPミドル級王座創設に伴うK-1 WORLD GP 2023 初代ミドル級王座決定トーナメントに出場。1回戦でFight Dragon -80㎏王者のヴィニシウス・ディオニツィオと対戦し、1Rにパンチ連打でKO勝ちを収め準決勝に進出。続く準決勝でISKA世界ライトミドル級(72.5kg)王者のムスタファ・ハイダと対戦し、3-0の判定勝ちを収め決勝進出。決勝で2016 WFCA -68kgヨーロッパ王者のハッサン・トイと対戦し、1Rに左フックによるKO負けを喫し、王座獲得に失敗した。
2023年12月9日、K-1 WORLD GPミドル級タイトルマッチで王者のハッサン・トイと再戦し、延長R2-1の判定勝ちを収め王座獲得に成功、雪辱を果たした。

## 戦績

### プロキックボクシング
| キックボクシング 戦績 | キックボクシング 戦績 | キックボクシング 戦績 | キックボクシング 戦績 | キックボクシング 戦績 | キックボクシング 戦績 | キックボクシング 戦績 |
| --------------------- | --------------------- | --------------------- | --------------------- | --------------------- | --------------------- | --------------------- |
| 57 試合               | (T)KO                 | 判定                  | その他                | 引き分け              | 無効試合              |                       |
| 39 勝                 | 20                    | 19                    | 0                     | 0                     | 0                     |                       |
| 18 敗                 | 4                     | 14                    | 0                     | 0                     | 0                     |                       |

| 勝敗 | 対戦相手                     | 試合結果                          | 大会名 | 開催年月日     |
| ○    | パク・チュンイル             | 2R 1:21 KO（ローキック）          | K-1 WORLD MAX 2025 | 2025年2月9日   |
| ○    | アレクサンドル・アマリティ   | 3R終了 判定3-0                    | AZABU presents K-1 WORLD MAX 2024                                                                                            | 2024年7月7日   |
| ○    | ハッサン・トイ               | 3R+延長1R終了 判定2-1             | K-1 ReBIRTH2 【K-1 WORLD GPミドル級タイトルマッチ】                                                                          | 2023年12月9日  |
| ×    | ハッサン・トイ               | 1R 0:42 KO（左フック）            | K-1 WORLD GP 2023～初代ミドル級王座決定トーナメント～ 【K-1 WORLD GP 初代ミドル級王座決定トーナメント決勝戦】                | 2023年6月3日   |
| ○    | ムスタファ・ハイダ           | 3R終了 判定3-0                    | K-1 WORLD GP 2023～初代ミドル級王座決定トーナメント～ 【K-1 WORLD GP 初代ミドル級王座決定トーナメント準決勝】                | 2023年6月3日   |
| ○    | ヴィニシウス・ディオニツィオ | 1R 2:19 KO（パンチ連打）          | K-1 WORLD GP 2023～初代ミドル級王座決定トーナメント～ 【K-1 WORLD GP 初代ミドル級王座決定トーナメント1回戦】                 | 2023年6月3日   |
| ○    | イゴール・シウバ             | 2R 2:25 KO（右ストレート）        | K-1 WORLD GP 2023 JAPAN 〜K'FESTA.6〜                                                                                        | 2023年3月12日  |
| ×    | 神保克哉                     | 3R+延長1R 2:10 KO（右ストレート） | K-1 WORLD GP 2022 JAPAN～よこはまつり～                                                                                      | 2022年9月22日  |
| ○    | ジュリオ・セザール・モリ     | 3R終了 判定3-0                    | K-1 WORLD GP 2022 JAPAN ～K’FESTA.5～                                                                                        | 2022年4月3日   |
| ○    | 武来安                       | 2R 0:18 KO（左フック）            | KNOCK OUT 2021 vol.5 | 2021年10月29日 |
| ○    | 田沼聖                       | 3R終了 判定3-0                    | KNOCK OUT 2021 vol.3 【初代KNOCK OUT-BLACKスーパーミドル級王座決定トーナメント決勝】                                         | 2021年7月18日  |
| ○    | 渡慶次幸平                   | 1R 2:14 KO（三日月蹴り）          | KNOCK OUT ～The REBORN～ 【初代KNOCK OUT-BLACKスーパーミドル級王座決定トーナメント準決勝】                                   | 2021年3月13日  |
| ○    | T-98                         | 3R終了 判定3-0                    | REBELS 69 | 2020年12月6日  |
| ○    | 康輝                         | 1R 1:27 TKO（パンチ連打）         | SUK WAN KINGTHONG Go for the top 【WPMF世界スーパーミドル級王座決定戦】                                                      | 2020年9月10日  |
| ○    | 森興二                       | 1R 1:28 KO（右フック）            | RIZIN.23 - CALLING OVER - | 2020年8月10日  |
| ○    | 西村清吾                     | 3R終了 判定3-0                    | RISE 137 | 2020年2月23日  |
| ×    | イ・ソンヒョン               | 5R終了 判定0-3                    | RISE 133 【RISEミドル級王座決定戦】                                                                                          | 2019年7月5日   |
| ○    | 森田崇文                     | 3R終了 判定3-0                    | RISE 130 | 2019年2月3日   |
| ○    | 籔中謙佑                     | 2R 2:28 KO（左ストレート）        | RISE 128 | 2018年11月3日  |
| ○    | 奥山貴大                     | 2R 2:32 KO（右フック）            | RIZIN.12 | 2018年8月12日  |
| ×    | イ・ソンヒョン               | 延長R終了 判定0-3                 | RISE125 | 2017年6月17日  |
| ×    | フー・ヤーフェイ             | 3R終了 判定1-3                    | Kunlun Fight 70 | 2017年3月11日  |
| ×    | 日菜太                       | 3R終了 判定0-3                    | K-1 WORLD GP 2017 JAPAN ～初代ライト級王座決定トーナメント～                                                                 | 2017年2月25日  |
| ○    | ジャオ・イェン               | 3R終了 判定3-0                    | WLF 武林風 vs. Krush 中日対抗戦 vol.2                                                                                        | 2016年12月3日  |
| ×    | 廣野祐                       | 3R終了 判定0-3                    | Krush.69 | 2016年9月30日  |
| ○    | リウ・レイ                   | 3R終了 判定                       | EM-LEGEND 10 | 2016年7月9日   |
| ○    | ナジモン・トゥリアエフ       | 3R TKO                            | EM-LEGEND 9 | 2016年6月5日   |
| ×    | 秋元和也                     | 3R終了 判定0-2                    | K-1 WORLD GP 2016 IN JAPAN ～-60kg日本代表決定トーナメント～                                                                 | 2016年4月24日  |
| ○    | 内山政人                     | 2R 1:11 KO（左フック）            | Krush.61 | 2015年12月4日  |
| ○    | ティエン・シン               | 3R終了 判定3-0                    | K-1 WORLD GP 2015 ～SURVIVAL WARS～                                                                                          | 2015年9月22日  |
| ×    | TOMOYUKI                     | 3R終了 判定0-2                    | Krush.54 | 2015年5月4日   |
| ×    | 中島弘貴                     | 3R終了 判定0-3                    | Krush.51 【第3代Krush -70kg級王座決定トーナメント 準決勝】                                                                   | 2015年2月6日   |
| ○    | ジャオ・フーカイ             | 3R終了 判定3-0                    | K-1 WORLD GP 2014 ～ -65kg初代王座決定トーナメント～                                                                         | 2014年11月3日  |
| ○    | 阿佐美ザウルス               | 3R終了 判定2-0                    | Krush.44 | 2014年8月9日   |
| ○    | オンダー・ウーラル           | 3R終了 判定3-0                    | Krush.40 | 2014年4月15日  |
| ○    | 吉川英明                     | 3R終了 判定3-0                    | Krush.35 | 2013年12月14日 |
| ×    | 佐藤嘉洋                     | 3R終了 判定0-3                    | Krush.32 【TOKYO×NAGOYA・5対5マッチ副将戦】                                                                                  | 2013年9月1日   |
| ○    | 山崎陽一                     | 3R終了 判定2-0                    | Krush.28 | 2013年5月12日  |
| ×    | 久保優太                     | 3R終了 判定0-3                    | Jawin presents Krush Grand Prix 2013 ～-67kg級初代王座決定トーナメント～ 【Krush -67kg級初代王座決定 トーナメント 準決勝】   | 2013年1月14日  |
| ○    | 牧平圭太                     | 3R終了 判定3-0                    | Jawin presents Krush Grand Prix 2013 ～-67kg級初代王座決定トーナメント～ 【Krush -67kg級初代王座決定トーナメント 一回戦】    | 2013年1月14日  |
| ○    | 近藤大成                     | 延長R 1:36 KO（3ノックダウン）    | Krush.24 【Krush YOUTH GP 2012 -70kg級 決勝】                                                                                | 2012年11月10日 |
| ○    | 秋元和也                     | 延長R KO                          | Krush YOUTH GP 2012 開幕戦I 【Krush YOUTH GP 2012 -70kg級 準決勝】                                                           | 2012年9月9日   |
| ×    | TOMOYUKI                     | 延長R終了 判定0-3                 | Krush.20 | 2012年7月21日  |
| ○    | 近藤大成                     | 3R終了 判定3-0                    | Krush.17 | 2012年3月17日  |
| ○    | 晴矢                         | 2R 2:35 KO（左ボディ）            | 谷山ジム「ビッグバン・統一への道 其の九」                                                                                    | 2012年6月3日   |
| ×    | 城戸康裕                     | 2R 2:24 KO（バックハンドブロー）  | 谷山ジム「ビッグバン・統一への道 其の七」                                                                                    | 2011年12月11日 |
| ×    | 山本優弥                     | 3R終了 判定0-2                    | K-1 WORLD MAX 2011 -70kg Japan Tournament FINAL 【1回戦】                                                                    | 2011年9月25日  |
| ×    | 山内佑太郎                   | 延長R終了 判定1-2                 | Krush -70kg初代王座決定トーナメント 〜決勝戦〜 【準決勝】                                                                    | 2011年7月16日  |
| ○    | 山本優弥                     | 3R終了 判定3-0                    | Krush -70kg初代王座決定トーナメント 〜開幕戦〜 【1回戦】                                                                     | 2011年5月29日  |
| ×    | 池井佑丞                     | 2R 0:48 KO（左膝蹴り）            | 戦極 Soul of Fight | 2010年12月30日 |
| ○    | 内山政人                     | 3R 1:09 KO（右ストレート）        | Krush.7 | 2010年5月27日  |
| ○    | YUUKI                        | 2R 1:48 KO（3ノックダウン）       | K-1 WORLD MAX 2010 〜-70kg Japan Tournament〜 【オープニングファイト】                                                       | 2010年3月27日  |
| ○    | 名川弓立                     | 1R 1:43 KO（パンチ連打）          | J-NETWORK「GET REAL in J-WORLD FINAL 〜Invading 尚武会〜」                                                                   | 2009年11月27日 |
| ○    | 西澤クリストファー清         | 3R 2:05 KO（右膝蹴り）            | K-1甲子園 KING OF UNDER 18 〜FINAL16〜 【オープニングファイト・K-1 WORLD YOUTHスペシャルマッチ】                             | 2008年8月29日  |
| ×    | 橋本健一                     | 2分3R終了 判定0-3                 | マーシャルアーツ日本キックボクシング連盟 「BREAK THROUGH-5 〜打破〜 新東金ジム30周年記念 戦場の狼IV」 【オープニングゲーム】 | 2008年7月20日  |

### アマチュアキックボクシング
| 勝敗 | 対戦相手 | 試合結果                                 | 大会名                                                                 | 開催年月日    |
| ○    | 斉藤光希 | 2分1R+延長R 0:46 TKO（ドクターストップ） | K-1甲子園 〜FINAL 16 【K-1甲子園 70kg級日本一決定トーナメント 決勝】   | 2009年8月10日 |
| ○    | 松花征也 | 2分1R終了 判定3-0                        | K-1甲子園 〜FINAL 16 【K-1甲子園 70kg級日本一決定トーナメント 準決勝】 | 2009年8月10日 |
| ○    | 佐藤太一 | 2分1R終了 判定3-0                        | K-1甲子園 〜FINAL 16 【K-1甲子園 70kg級日本一決定トーナメント 1回戦】  | 2009年8月10日 |
| ○    | 仲村明弘 | 2分3R終了 判定3-0                        | K-1甲子園2009 関東地区予選大会 【査定試合】                            | 2009年6月28日 |

## 獲得タイトル
- K-1甲子園 70kg級日本一決定トーナメント 優勝（2009年）
- Krush YOUTH GP 2012 -70kg級 優勝（2012年）
- WPMF世界スーパーミドル級王座（2020年）
- 初代KNOCK OUT-BLACKスーパーミドル級王座（2021年）
- K-1 WORLD GP 2023 初代ミドル級王座決定トーナメント 準優勝（2023年）
- 第2代K-1 WORLD GPミドル級王座（2023年）